# St.-Antonius-Kirche (Bad Grund)
Die St.-Antonius-Kirche ist eine evangelisch-lutherische Kirche in Bad Grund (Harz). Die Bergmannskirche ist außen mit Schiefer verkleidet und hat innen ein hölzernes Tonnengewölbe. Sie ist mit einer Empore ausgestattet.

## Geschichte

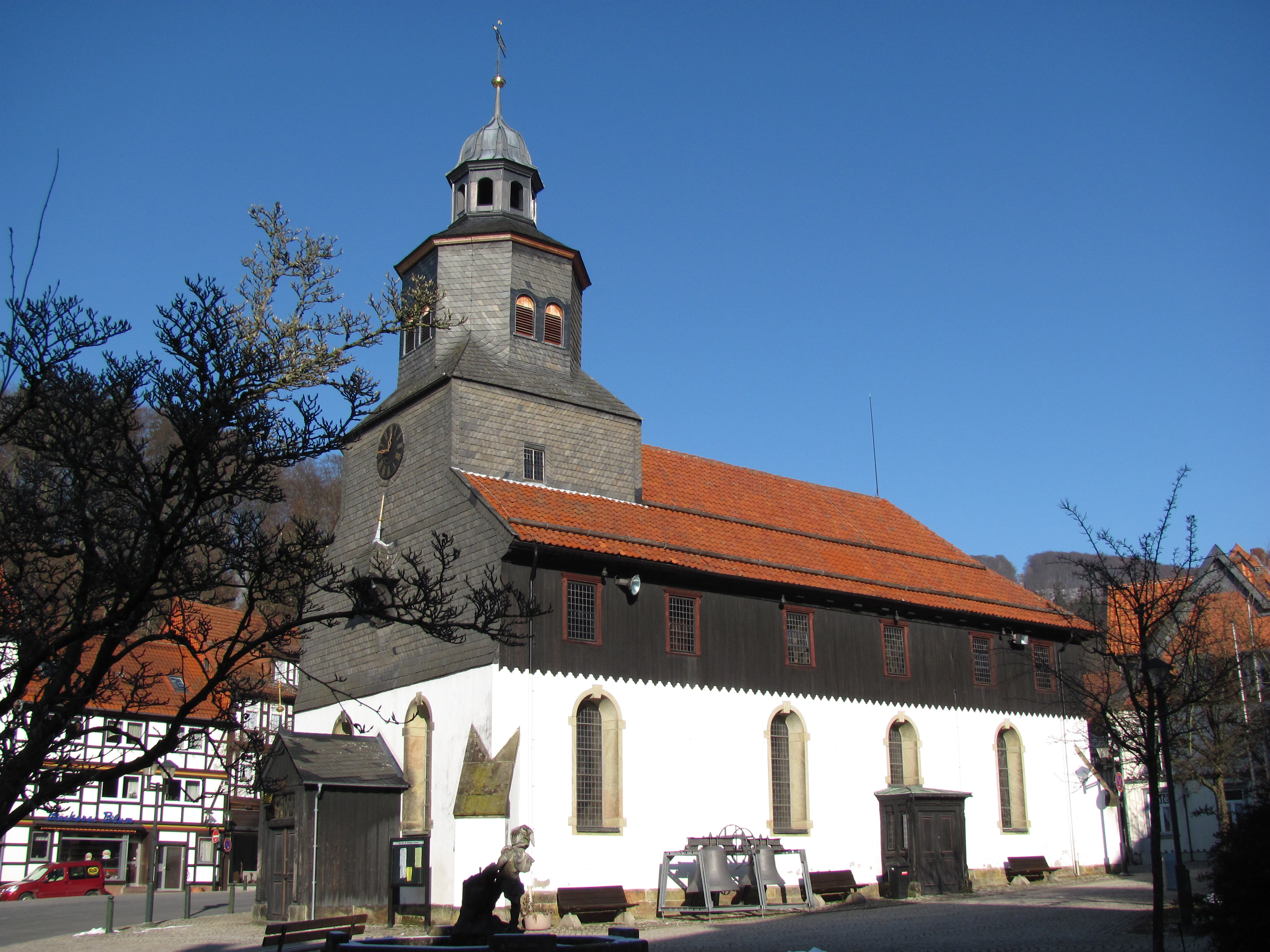
St.-Antonius-Kirche

Die zunächst der St.-Mauritius-Kirchengemeinde in Gittelde zugeordnete hölzerne Kapelle in Grund, die vermutlich zwischen 1460 und 1480 durch den damaligen Hüttenbesitzer Hans Streit erbaut worden war, wurde am 29. Juni 1505 zur selbständigen Pfarrkirche erhoben. Erster Pastor war Rötger Pengna. Wann die Reformation in Grund endgültig durchgeführt wurde, ist unbekannt.
Auf den Grundmauern der ursprünglichen Kapelle erhebt sich die heutige Kirche. 1568 erfolgte eine Renovierung, bei der Henricus Schrader einen Altar stiftete. Bei der Plünderung der Stadt durch Truppen Wallensteins am 10. Februar 1626 brannte die Kirche nieder und wurde 1640 wieder aufgebaut. Auch der Kirchturm wurde 1640 vollendet
Eine grundlegende Erneuerung wurde 1891 durchgeführt.

## Geläute
Die älteste erhaltene Glocke wurde Mitte des 18. Jahrhunderts durch Conrad Michael gegossen. Zwei weitere Glocken wurden 1942 zu Rüstungszwecken abgeliefert und eingeschmolzen. Sie wurden 1947 durch zwei Eisengussglocken der Fa. Weule (Bockenem) ersetzt. Nachdem bei einer Revision Schäden festgestellt worden waren, wurden im Jahre 2005 neue Bronzeglocken beschafft.